# 迪艾伯維爾 (密西西比州)
迪艾伯維爾（英語：D'Iberville，/diˈaɪbərvɪl/ dee-EYE-bər-vil）是位於美國密西西比州哈里森縣的城市。

## 人口
根據2020年美國人口普查的數據，迪艾伯維爾的面積為28.12平方千米，當中陸地面積為27.36平方千米，而水域面積為0.76平方千米。當地共有人口12721人，而人口密度為每平方千米452人。